# Zacharias Tiselius
Zacharias Tiselius, född 22 april 1686, död 25 november 1757, var en svensk präst.

## Biografi
Zacharias Tiselius föddes 1686. Han var son till kyrkoherden Carolus Erici Tiselius och Margareta Hallman. Tiselius blev 1702 student vid Katedralskolan, Strängnäs och blev student 1704 vid Uppsala universitet. Han prästvigdes 1717 i Strängnäs domkyrka och blev 1717 pastorsadjunkt i Askersunds församling. Teselius blev 1717 komminister i Knista församling, tillträdde 1719 och blev 1725 kyrkoherde i Axbergs församling, tillträdde 1726. Tiselius var predikant vid prästmötet 1731 och avled 1757.

### Familj
Tiselius gifte sig första gången med Anna Gernman. Hon var änka efter kyrkoherden Paulus Ernest i Axbergs församling.
Tiselius gifte sig andra gången med Stina Regina Dahlbom (född 1717). Hon var dotter till en kyrkoherde i Vintrosa församling. De fick tillsammans barnen lantmätaren Karl Johan Tiselius (född 1740), lantmätaren Zacharias Tiselius (född 1741), mjölnaren Daniel Tiselius (född 1742), kyrkoherden Gustaf Tiselius (född 1745) i Götlunda församling komministern Fredrik Tiselius (född 1747) i Tuna församling, Adolf Tiselius (född 1748) Maria Regina Tiselius (född 1749) och sergeanten Samuel Tiselius (född 1756) vid Närkes regemente.